# 兆康站（北）公共運輸交匯處
兆康站（北）公共運輸交匯處（英語：Siu Hong Station (North) Public Transport Interchange）是附屬於港鐵兆康站的公共運輸交匯處，位於香港新界屯門區兆康站北面上蓋。現時有1條居民巴士路線以此處為總站，也有1條巴士路線途經此站。

## 歷史
- 2003年12月24日：設於兆康站的公共運輸交匯處於同年12月14日率先啟用。與南交匯處一樣，本站的主要用途是接駁西鐵。初期只有九鐵巴士K76線在平日繁忙時間行走，九鐵巴士K1X線繞經本站，以及在短時間內有九鐵巴士K67S線在此停泊。
- 2004年中：K76縮短路線、K67S取消後，自此沒有專利巴士以此站為總站
- 2004年8月7日：九鐵巴士K1X線只有平日早上單向兩班車繞經，其餘時間僅有居民巴士在本站設站。
- 2005年3月7日：九鐵巴士K58線開辦，本站再次有專利巴士繞經。
- 2007年12月2日：兩鐵合併，K58線變為非專利巴士路線，本站再次沒有專利巴士繞經。
- 2009年9月1日：港鐵巴士T2線開辨。
- 2010年3月22日：港鐵巴士T2線取消。
- 2022年4月25日：港鐵巴士K58綫改停南交匯處。
- 2022年8月1日：港鐵巴士K54綫開辨。
- 2025年1月2日：港鐵巴士K54A綫開辨。

## 總站路線資料

### 過海隧道巴士P960線
- 兆康站（北） ↔ 會展站

### 新界居民巴士NR759線
- 茵翠豪庭↔ 屯馬綫兆康站／屯門市中心

### 新界居民巴士NR762線
- 豫豐花園↔ 屯馬綫兆康站

## 途經路線

### 港鐵巴士K54綫
- 和田邨 ↺ 屯門市中心

是由港鐵巴士營運的屯馬綫及輕鐵接駁巴士，提供和田邨、菁田邨、港鐵兆康站、紅橋、新墟往來屯門市中心的巴士服務。於2022年8月1日起開辦

### 新界區專線小巴42線
- 青磚圍 ↔ 屯門市中心

如無乘客要求於本站下車,小巴司機將不會刻意繞進本站。乘客請前往兆康苑站候車

## 使用狀況
由於途經青麟路的車輛極少，加上九巴已有兆康苑巴士總站給巴士路線使用，故此營運初期只有九鐵巴士K76線在平日繁忙時間行走，九鐵巴士K1X線繞經本站，以及在短時間內有九鐵巴士K67S線在此停泊；及後K76在2004年中縮短路線、K67S取消後，沒有專利巴士以此站為總站，同年8月7日起九鐵巴士K1X線更只有平日早上單向兩班車，其餘時間僅有居民巴士在該站設站，而深夜就有行走九巴67M和67X的巴士，於回廠更換錢箱、加添汽油及清潔車身後返回本交匯處停泊。

## 外部連結
- 香港巴士大典上的相关条目：兆康站北面公共運輸交匯處